# ISO 3166-2:CL
ISO 3166-2:CL — стандарт Международной организации по стандартизации, который определяет геокоды. Является подмножеством стандарта ISO 3166-2, относящимся к Чили. Стандарт охватывает 15 регионов Чили. Каждый геокод состоит из двух частей: кода Alpha2 по стандарту ISO 3166-1 для Чили — CL и дополнительного кода, записанных через дефис. Дополнительный двухбуквенный код образован созвучно названию региона. Геокоды регионов Чили являются подмножеством кодов домена верхнего уровня — CL, присвоенного Чили в соответствии со стандартами ISO 3166-1.

## Геокоды Чили
Геокоды 15 областей административно-территориального деления Чили.
| Геокод | Административная единица                      | Статус |
| ------ | --------------------------------------------- | ------ |
| CL-AI  | Айсен-дель-Хенераль-Карлос-Ибаньес-дель-Кампо | регион |
| CL-AN  | Антофагаста                                   | регион |
| CL-AR  | Араукания                                     | регион |
| CL-AP  | Арика-и-Паринакота                            | регион |
| CL-AT  | Атакама                                       | регион |
| CL-BI  | Био-Био                                       | регион |
| CL-CO  | Кокимбо                                       | регион |
| CL-LI  | Либертадор-Хенераль-Бернардо-О’Хиггинс        | регион |
| CL-LL  | Лос-Лагос                                     | регион |
| CL-LR  | Лос-Риос                                      | регион |
| CL-MA  | Магальянес-и-ла-Антарктика-Чилена             | регион |
| CL-ML  | Мауле                                         | регион |
| CL-RM  | Столичная область                             | регион |
| CL-TA  | Тарапака                                      | регион |
| CL-VS  | Вальпараисо                                   | регион |

## Геокоды пограничных Чили государств
- Аргентина — ISO 3166-2:AR (на востоке),
- Перу — ISO 3166-2:PE (на севере),
- Боливия — ISO 3166-2:BO (на северо-восток).